# Гараковце
Гараковце (словац. Harakovce) — село в Словаччині, Левоцькому окрузі Пряшівського краю. Розташоване на півночі східної Словаччини в Горнадській котловині в західньому підніжжі Браниська в долині потока Жегриця (словац. Žehrica).
Уперше згадується у 1272 році.
У селі є римо-католицький костел з другої половини 13 століття збудований в стилі ранньої готики, перебудований у 1662 та 1693 рр. Пізньоготичний вівтар з початку 16 століття сьогодні знаходиться в храмі св. Якуба в Левочі.

## Населення
| Рік:            | 1994. | 2004.   | 2014.    | 2024.   |
| --------------- | ----- | ------- | -------- | ------- |
| Кількість осіб: | 71    | 69      | 59       | 54      |
| Різниця:        |       | -2,81 % | -14,49 % | -8,47 % |

| Рік:            | 2023. | 2024.   |
| --------------- | ----- | ------- |
| Кількість осіб: | 56    | 54      |
| Різниця:        |       | -3,57 % |

У селі проживає 69 осіб.
Національний склад населення (за даними останнього перепису населення — 2001 року):
- словаки — 100,0 %.

Склад населення за приналежністю до релігії станом на 2001 рік:
- римо-католики — 100,0 %.